# Virgil Vasquez
Virgil Matthew Vasquez (né le 7 juin 1982 à Santa Barbara, Californie, États-Unis) est un ancien lanceur droitier de baseball. 
Il évolue en Ligue majeure de baseball en 2007 et 2009.

## Carrière
Virgil Vasquez signe 23 victoires pour 3 défaites comme lanceur (179 retraits sur des prises) lors de ces deux dernières années à l'école secondaire et affiche une moyenne au bâton supérieure à ,400. De tels performances attirent les recruteurs de ligues majeures et les Rangers du Texas le repêchent au 7e tour de sélection en juin 2000. Vasquez refuse l'offre et poursuit ses études à l'université de Californie à Santa Barbara où il porte les couleurs des Gauchos. Il accumule 189 retraits sur des prises et les Tigers de Détroit le repêchent au 7e tour de sélection en juin 2003.
Après plusieurs saisons de préparation en ligues mineures, Vasquez fait ses débuts en ligues majeures le 13 mai 2007 sous l'uniforme des Tigers. Il dispute cinq parties en majeures lors de cette saison, puis regagne les ligues mineures durant l'ensemble de la saison 2008, toujours dans l'organisation des Tigers.
Après la saison 2008, il change d'équipe plusieurs fois via la procédure de ballotage. D'abord transféré chez les Red Sox de Boston, il se retrouve ensuite chez les Padres de San Diego, puis les Pirates de Pittsburgh.
C'est avec les Pirates que Vasquez joue en 2009 sa dernière saison dans les majeures. En 14 matchs, dont 7 comme lanceur partant, il a deux victoires, 5 défaites et une moyenne de points mérités de 5,84. Son dernier match est joué le 4 octobre 2009.
En 19 parties jouées au total dans le baseball majeur, dont 10 comme lanceur partant, Vasquez affiche une moyenne de points mérités de 6,60 en 61 manches et un tiers lancées, avec 36 retraits sur des prises, deux victoires et 6 défaites.